# Guadalajara Open 2024
Il Guadalajara Open 2024, conosciuto anche come Guadalajara Open Akron presented by Santander per motivi di sponsorizzazione, è stato un torneo di tennis femminile giocato sui campi in cemento all'aperto. È stata la 3ª edizione del torneo, la prima inserita nella ccategoria WTA 500, dopo essere stata declassata da WTA 1000 nelle edizioni precedenti, nell'ambito del WTA Tour 2024. Il torneo si è giocato al Panamerican Tennis Center di Guadalajara in Messico dal 9 al 15 settembre 2024.

## Partecipanti singolare

### Teste di serie
| Nazionalità | Giocatrice           | Ranking* | Testa di serie |
| ----------- | -------------------- | -------- | -------------- |
| Lettonia    | Jeļena Ostapenko     | 10       | 1              |
| Stati Uniti | Danielle Collins     | 11       | 2              |
|             | Viktoryja Azaranka   | 20       | 3              |
| Francia     | Caroline Garcia      | 30       | 4              |
| Polonia     | Magdalena Fręch      | 43       | 5              |
| Rep. Ceca   | Marie Bouzková       | 45       | 6              |
|             | Veronika Kudermetova | 46       | 7              |
| Stati Uniti | Caroline Dolehide    | 49       | 8              |

* Ranking al 26 agosto 2024.

### Altre partecipanti
Le seguenti giocatrici hanno ricevuto una wildcard per il tabellone principale:
- Bianca Andreescu
- Ana Sofía Sánchez
- Marina Stakusic
- Renata Zarazúa

Le seguenti giocatrici sono entrate nel tabellone principale passando dalle qualificazioni:

- Kimberly Birrell
- Alex Eala
- Olivia Gadecki
- Aleksandra Krunić
- Ena Shibahara
- Lucrezia Stefanini

Le seguenti giocatrici sono entrate in tabellone come lucky loser:
- Sachia Vickery

### Ritiri
Prima del torneo
- Bianca Andreescu[2] → sostituita da  Sachia Vickery
- Paula Badosa → sostituita da  Hailey Baptiste
- Beatriz Haddad Maia → sostituita da  Emina Bektas
- Anna Kalinskaja → sostituita da  Martina Trevisan
- Emma Navarro → sostituita da  Anna Karolína Schmiedlová
- Maria Sakkarī → sostituita da  Tatjana Maria
- Taylor Townsend → sostituita da  Camila Osorio
- Zheng Qinwen → sostituita da  Ashlyn Krueger

Durante il torneo
- Marie Bouzková
- Kamilla Rachimova

## Partecipanti doppio

### Teste di serie
| Nazione    | Giocatrice         | Nazione | Giocatrice        | Ranking* | Testa di serie |
| ---------- | ------------------ | ------- | ----------------- | -------- | -------------- |
| Norvegia   | Ulrikke Eikeri     | Estonia | Ingrid Neel       | 80       | 1              |
| Ungheria   | Tímea Babos        | Ucraina | Nadiia Kičenok    | 87       | 2              |
| Kazakistan | Anna Danilina      |         | Irina Chromačëva  | 88       | 3              |
| Georgia    | Oksana Kalašnikova |         | Kamilla Rachimova | 152      | 4              |

* Ranking al 26 agosto 2024.

### Altre partecipanti
La seguente coppia di giocatrici ha ricevuto una wild card per il tabellone principale:
- Eudice Chong /  Ana Sofía Sánchez

## Punti
| Evento    | V   | F   | SF  | QF  | 2T   | 1T | Q    | Q2   | Q1   |
| Singolare | 500 | 325 | 195 | 108 | 60   | 1  | 25   | 13   | 1    |
| Doppio    | 500 | 325 | 195 | 108 | N.D. | 1  | N.D. | N.D. | N.D. |

## Montepremi
| Evento    | V         | F        | SF       | QF       | 2T       | 1T      | Q2      | Q1      |
| Singolare | 142 000 $ | 87 655 $ | 51 205 $ | 24 910 $ | 13 590 $ | 9 820 $ | 6 603 $ | 3 380 $ |
| Doppio*   | 47 390 $  | 28 720 $ | 16 430 $ | 8 510 $  | N.D.     | 5 140 $ | N.D.    | N.D.    |

*per team

## Campionesse

### Singolare
Magdalena Fręch ha sconfitto in finale  Olivia Gadecki con il punteggio di 7-6(5), 6-4.
- É il primo titolo in carriera per Fręch.

### Doppio
Anna Danilina /  Irina Chromačëva hanno sconfitto in finale  Oksana Kalašnikova /  Kamilla Rachimova con il punteggio di 2-6, 7-5, [10-7].